# Novecento (movimento artistico)
Il Novecento è stato un movimento artistico italiano nato a Milano alla fine del 1922. 

Il movimento venne iniziato da un gruppo di sette pittori: Mario Sironi, Achille Funi, Leonardo Dudreville, Anselmo Bucci, Emilio Malerba, Pietro Marussig e Ubaldo Oppi. Questi artisti, sostenuti dalla Galleria Pesaro di Milano, si unirono nel nuovo movimento battezzato Artisti del Novecento dal Bucci impegnandosi reciprocamente ad esporre le loro opere solo nell'ambito del gruppo.
Questi artisti, che si sentivano traduttori dello spirito del Novecento, provenivano da esperienze e correnti artistiche differenti, ma legate da un senso comune di "ritorno all'ordine" nell'arte dopo le sperimentazioni avanguardiste del primo novecento (futurismo, cubismo): il Novecento torna quindi ad avere come supremo riferimento l'antichità classica, la purezza delle forme e l'armonia nella composizione. 
Oltre alle arti figurative, il movimento Novecento ebbe negli stessi anni degli sviluppi anche in letteratura con Massimo Bontempelli e soprattutto in architettura con gli architetti Giovanni Muzio, Gio Ponti (per una parte della sua opera), Paolo Mezzanotte. 
Più in generale il termine viene utilizzato anche per tutta quella che caratterizza il ventennio fascista in Italia, improntata soprattutto a un neoclassicismo semplificato ovvero a una rilettura dell'architettura moderna in chiave monumentalista.

## Storia
(Margherita Sarfatti)
Dopo la prima guerra mondiale sorse una corrente artistica europea che ripropose la centralità della tradizione e della storia, del classicismo e della fedeltà figurativa, del racconto e della celebrazione aulica, rifiutando gli estremismi dell'avanguardia che aveva dominato fino al 1918 e ritornando quindi ad un tipo di ispirazione tradizionale.
Questo movimento fu una reazione alla guerra e subito abbandonò il cubismo, facendolo rigettare persino dai suoi primari inventori, Braque e Picasso. La stessa sorte toccò al futurismo, che aveva lodato macchinari, violenza e guerra, e fu abbandonato da quasi tutti i suoi fautori. 
Il ritorno all'ordine venne associato ad un neo-classicismo e alla pittura realista, dilagando in tutta Europa e fornendo una pausa di riflessione dopo tutte quelle avanguardie artistiche che avevano marcato la prima parte del XX secolo.
In Italia questo cambio di direzione venne riflesso ed incoraggiato da Valori plastici, rivista di critica d'arte fondata nel 1918 a Roma sotto la direzione del pittore e collezionista Mario Broglio, edita dal 1918 al 1922, e nata per la diffusione delle idee estetiche della pittura metafisica e delle correnti d'avanguardia europea. Il termine "ritorno all'ordine" atto a descrivere il rinnovato interesse per la tradizione, si afferma derivasse da Le rappel à l'ordre, un libro di saggi del poeta e artista Jean Cocteau pubblicato nel 1926. 
Margherita Sarfatti, critica d'arte e intellettuale italiana di famiglia ebraica (era parente dei membri della famiglia Levi-Tanzi), riuniva gli artisti del gruppo originario nella sua casa-studio di corso Venezia a Milano; Sarfatti intuì l'importanza e la novità del movimento e ne organizzò una serie di mostre che presero il nome di Novecento italiano.
Dopo un primo esordio nel 1923 nella galleria Pesaro di Milano, nel 1924 gli artisti si presentarono assieme alla Biennale di Venezia con la denominazione di "Sei artisti del Novecento" (dei sette fondatori mancava Oppi che, avendo ottenuto una propria sala, non volle aderire alla collettiva), ed esposero opere come L'allieva, Paesaggio urbano (Sironi), Amore: discorso primo (Dudreville), I pittori (Bucci).
Dopo il successo veneziano la Sarfatti volle aumentare l'importanza del movimento e nel 1926 organizzò una prima esposizione alla Permanente di Milano con centodieci artisti. Alla mostra aderirono tutte le figure artistiche più importanti del panorama italiano (come Carrà, De Chirico, Morandi, Martini, Balla, Depero, Severini).

Seguirono altre esposizioni: a Parigi nello stesso 1926, a Ginevra l'anno seguente e ancora nel 1929 al Museo Rath. 
Nel 1929 a Berlino e a Milano ancora alla Permanente, l'anno successivo a Buenos Aires. 

Nel 1931, poco prima della fine dell'avventura novecentista, il gruppo partecipa alla prima Quadriennale di Roma come Scuola di Milano.
Già nel 1931 cominciarono a manifestarsi i primi attacchi del regime fascista al movimento che sfociarono nell'accusa di aver dato l'ostracismo all'arte classica e di copiare gli artisti stranieri.
Il movimento andò definitivamente dissolto quando la Sarfatti dovette fuggire dall'Italia per le persecuzioni razziali nel 1938.

### Lo stile e le opere
Le opere del movimento sono caratterizzate da forme plastiche e geometriche e i generi prediletti sono ritratti, nature morte e paesaggi. Lo stile presenta una particolare durezza espressiva e iconografie semplici, ma solenni e monumentali, in seguito definite "realismo magico".

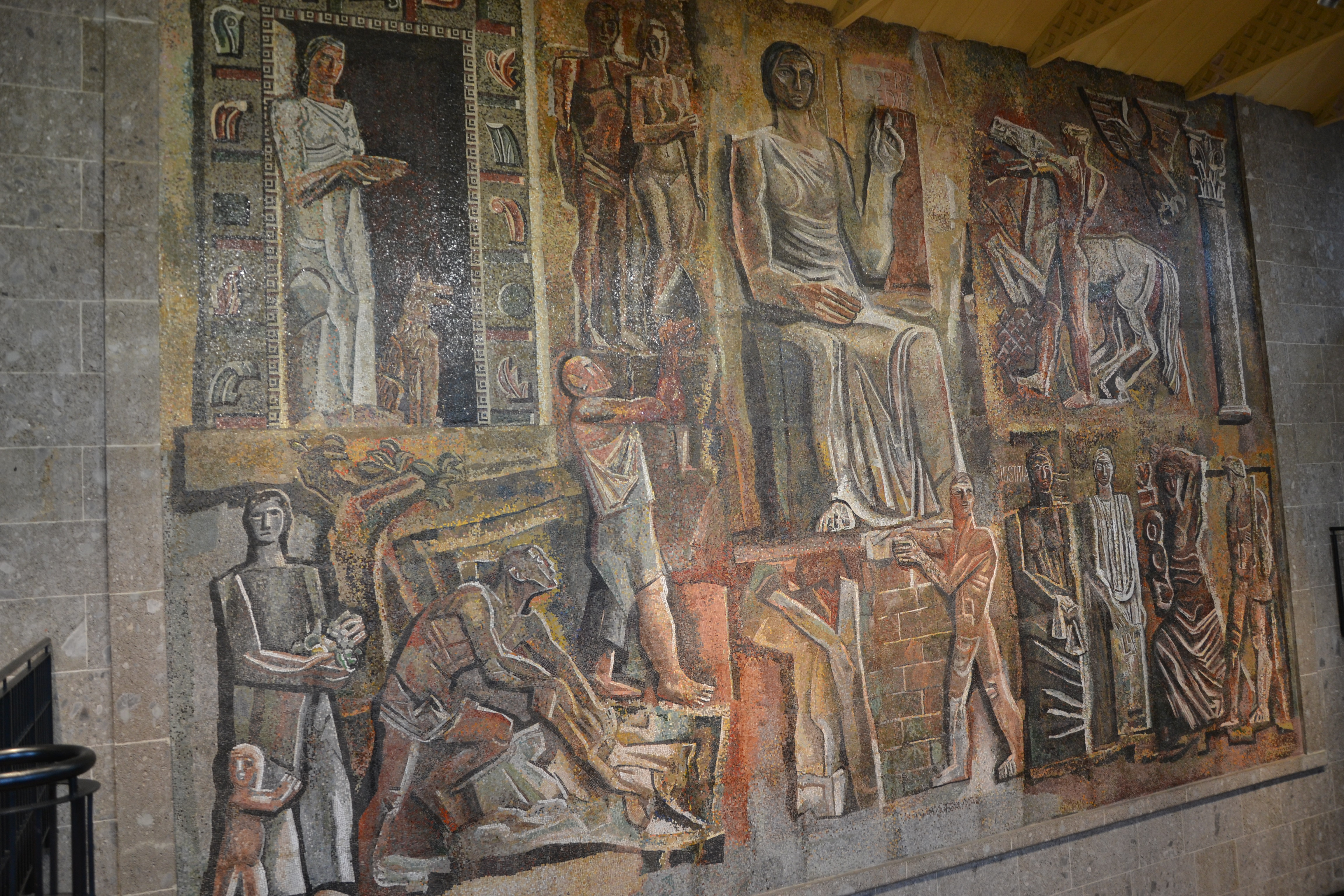
Mario Sironi, Il lavoro fascista (1936-1937). Palazzo dell'informazione, Milano

Magniloquenti imprese decorative caratterizzarono l'attività degli artisti del movimento nel corso degli anni trenta. Le imprese maggiori furono a decorazione delle importanti architetture che stavano sorgendo in quegli anni, a prevalente destinazione pubblica, con uno stile esplicitamente celebrativo, monumentale e arcaicizzante. Fra le maggiori si ricordano:
- le decorazioni del Palazzo della Triennale e del Palazzo di Giustizia di Milano, ad opera di numerosi artisti fra cui Sironi, Campigli, Severini, Funi, Sbardella.
- le pitture murali del palazzo dei Congressi di Adalberto Libera all'EUR
- i bassorilievi e mosaico di Sironi nel Palazzo del Popolo d'Italia progettato da Muzio a Milano
- il mosaico di Severini per il Palazzo delle Poste di Alessandria
- l'affresco di Mario Sironi del 1935 L'Italia tra le Arti e le Scienze per l'aula magna della Università degli Studi di Roma "La Sapienza"[13]
- l'affresco di Filiberto Sbardella del 1940 "Inno alla civiltà fascista" al Palazzo dell'Arte di Milano per la VII Triennale di Milano.[14]

### Galleria d'immagini

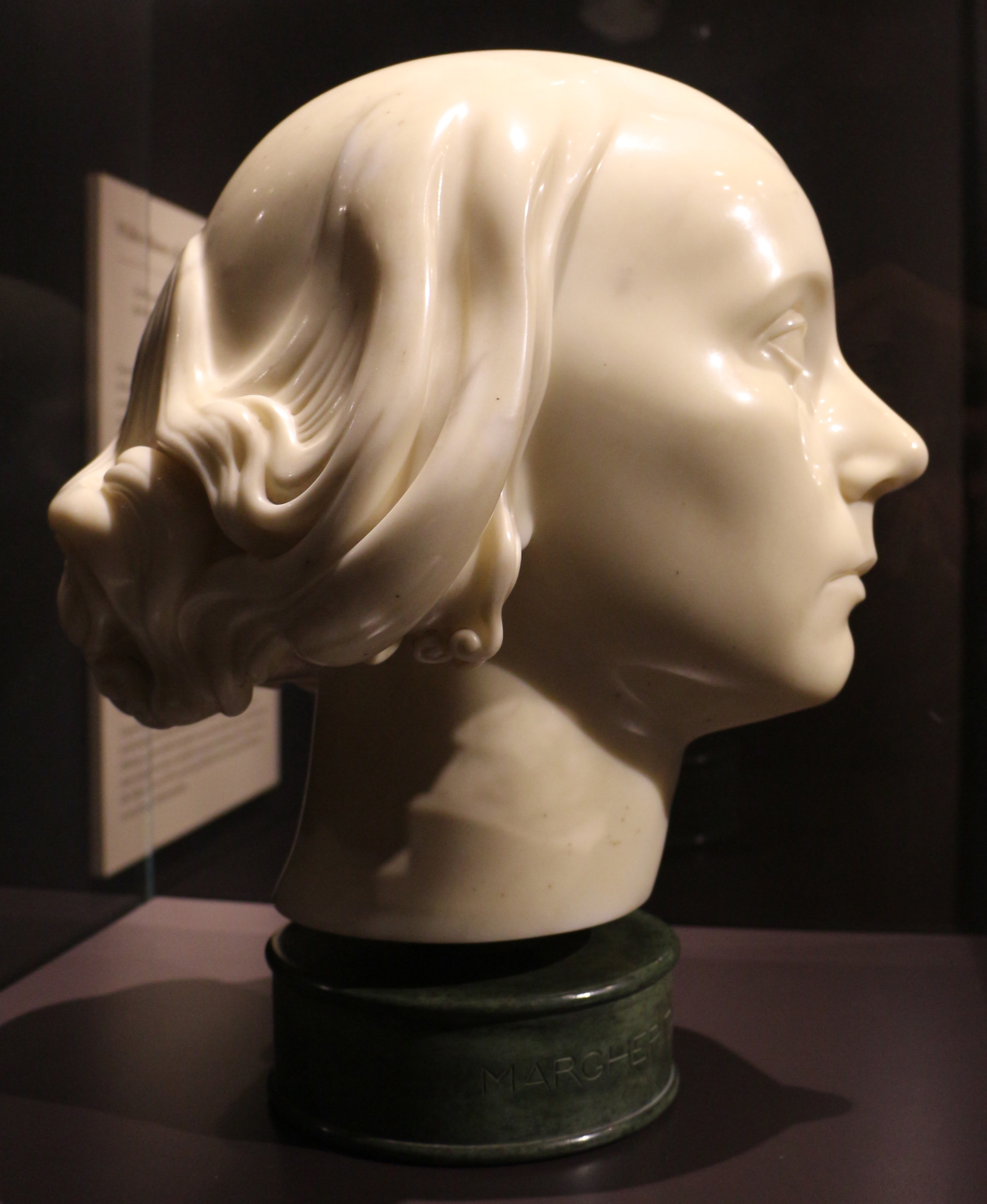
Adolfo Wildt Ritratto di Margherita Sarfatti, 1930
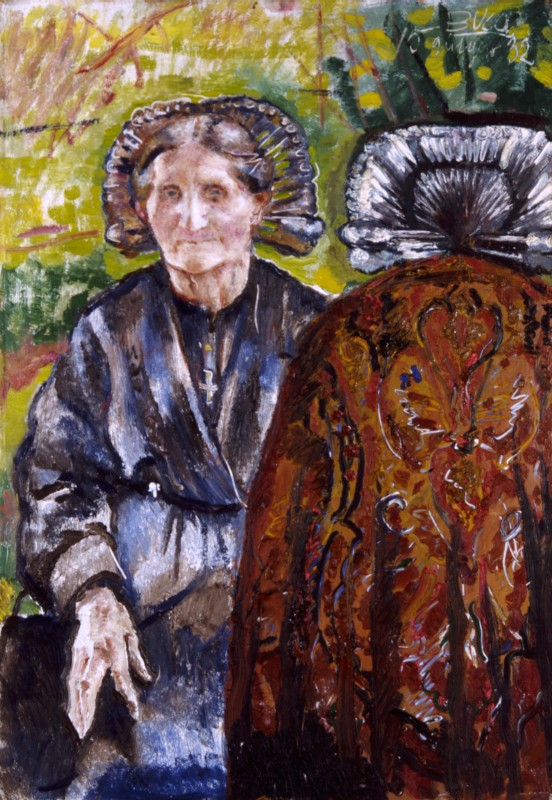
Anselmo Bucci Sorelle brianzole, 1932
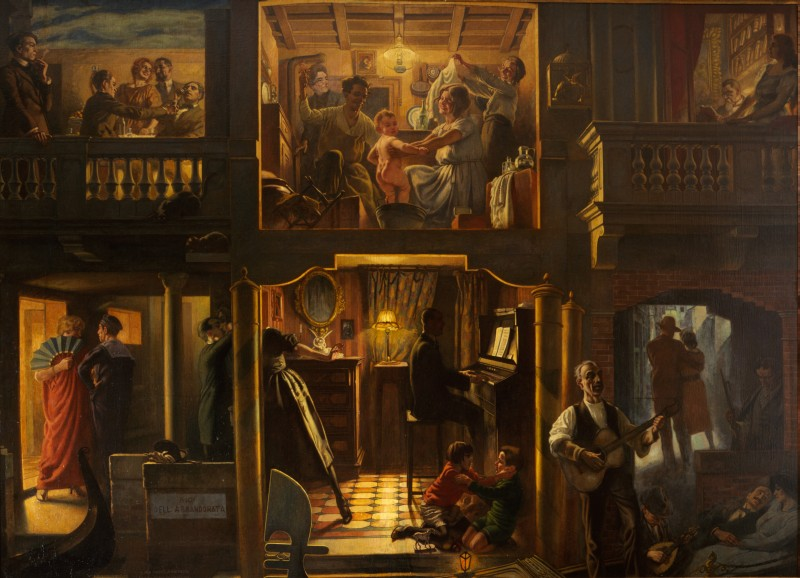
Leonardo Dudreville Amore, discorso primo, 1924
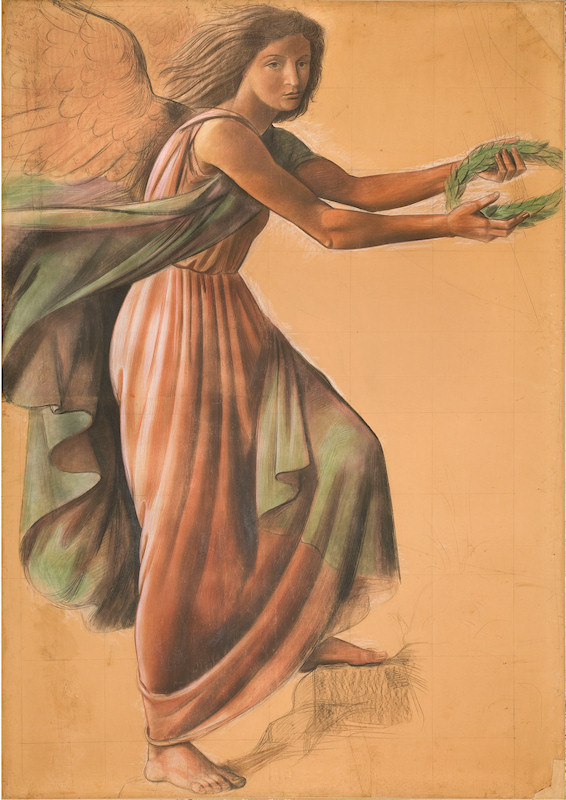
Achille Funi La Gloria, 1940
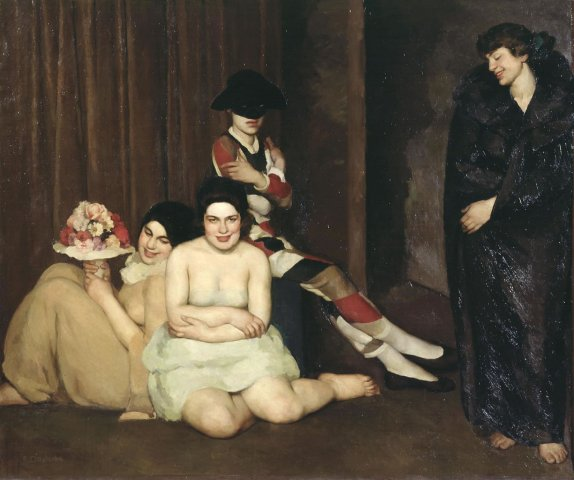
Emilio Malerba Maschere, 1922
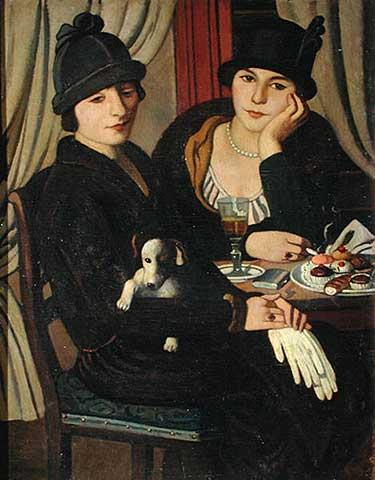
Pietro Marussig Donne al caffè, 1924
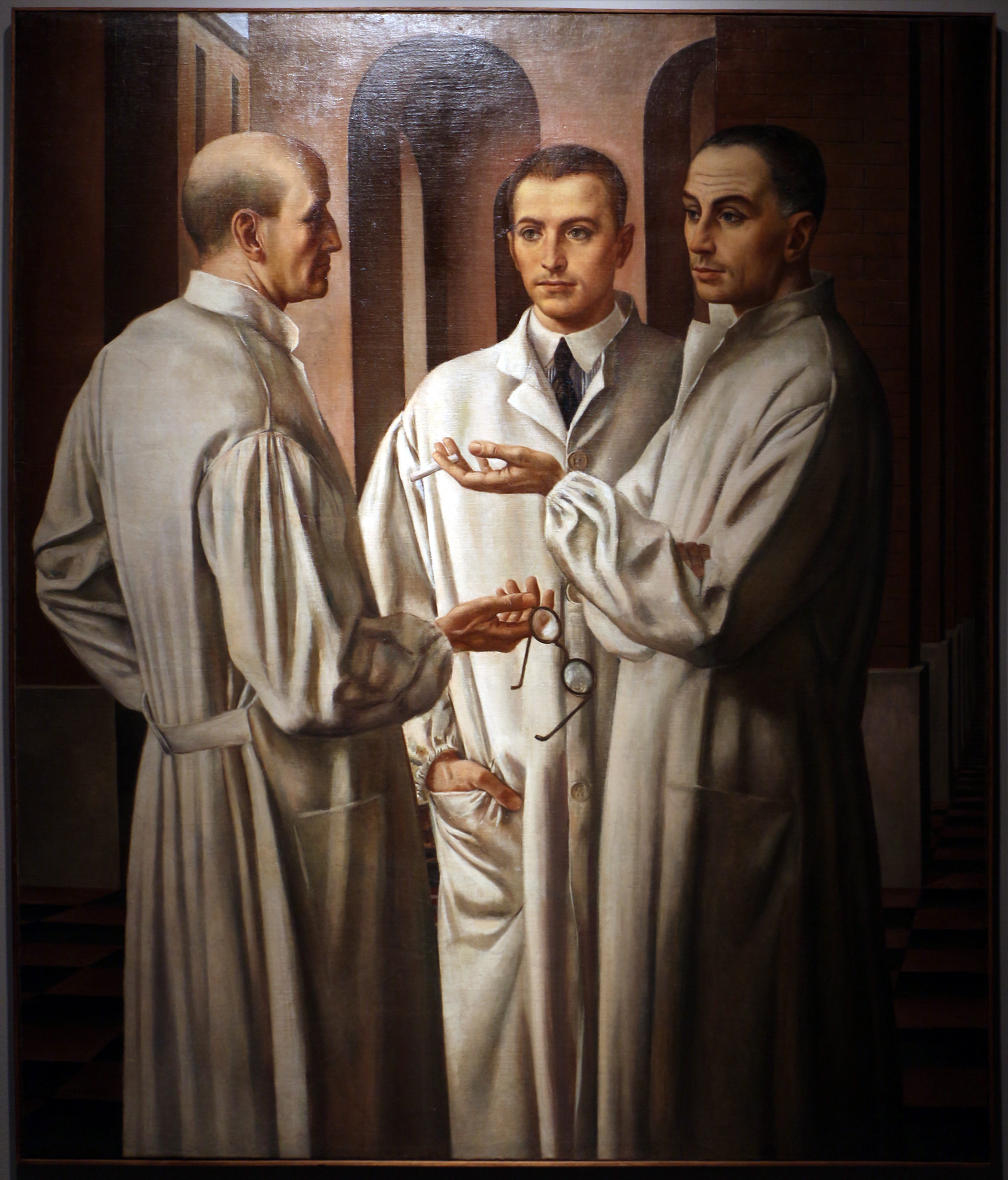
Ubaldo Oppi I tre chirurghi, 1926
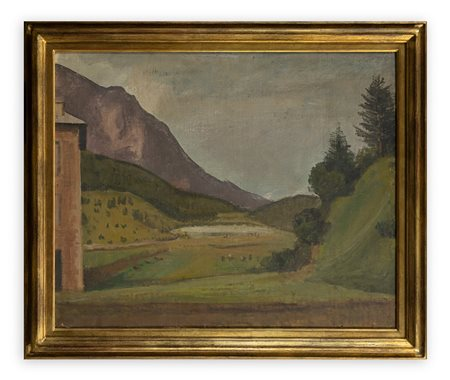
Pompeo Borra Paesaggio, 1934 (Casa Museo Francesco Cristina)

## Novecento in pittura
- Pierluigi Siena
- Anselmo Bucci
- Carlo Bonacina
- Pompeo Borra
- Alberto Cangialosi
- Amerigo Canegrati
- Aldo Carpi
- Carlo Carrà
- Felice Casorati
- Cristoforo De Amicis
- Giorgio de Chirico
- Raffaele De Grada
- Fortunato Depero
- Antonio Donghi
- Ercole Drei
- Leonardo Dudreville
- Achille Funi
- Virgilio Guidi
- Achille Lega
- Umberto Lilloni
- Gian Emilio Malerba
- Arturo Martini
- Guido Marussig
- Pietro Marussig
- Francesco Messina
- Giorgio Morandi
- Ubaldo Oppi
- Renato Paresce
- Siro Penagini
- Emanuele Rambaldi
- Oscar Saccorotti
- Alberto Salietti
- Gino Severini
- Mario Sironi
- Arturo Tosi
- Mario Tozzi
- Guido Trentini
- Francesco Trombadori
- Adolfo Wildt

## Novecento in architettura

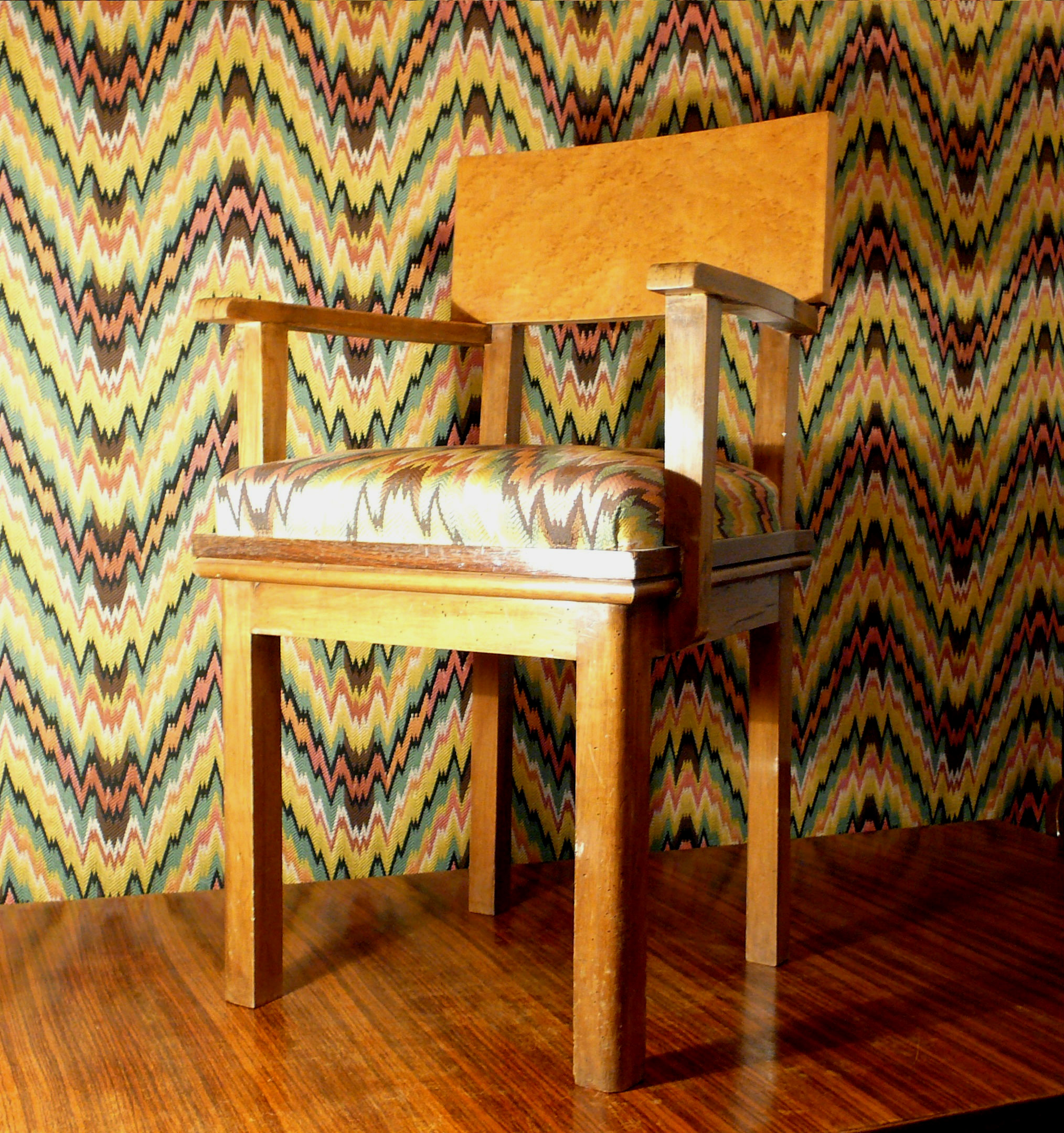
Arnaldo Dell'Ira, sedia stile '900, 1938

Nell'ambito dell'architettura posizioni analoghe a quelle degli artisti furono portate avanti a partire da diversi progettisti lombardi attivi anch'essi prevalentemente a Milano negli anni '20 e '30 e tra i quali si ricordano Giovanni Muzio, Giò Ponti, Emilio Lancia ed altri. L'architetto di maggior prestigio fu Giovanni Muzio, amico di Mario Sironi, che tra il 1919 ed il 1923 costruì a Milano la cosiddetta "Ca' Brutta", opera manifesto di uno stile che in nome di un dichiarato "ritorno all'ordine" rifiutava sia il Liberty, sia le nascenti tendenze razionaliste, traendo dal neoclassicismo lombardo ottocentesco un linguaggio semplificato ed austero che d'altra parte non rifiutava totalmente la modernità. Alcune delle realizzazioni degli architetti novecentisti hanno evidenti assonanze con le metafisiche piazze di De Chirico.
Significative furono le collaborazioni tra alcuni degli architetti novecentisti e gli artisti allora attivi a Milano. Per esempio Muzio e Sironi collaborarono in diversi allestimenti temporanei: padiglioni della Mostra internazionale della Stampa a Colonia (1928) e Barcellona (1929), padiglione della IV Triennale d'Arte Decorativa di Monza (1930) e padiglione della Mostra della Rivoluzione fascista (1932). Sironi inoltre è l'autore dei bassorilievi del Palazzo del Popolo d'Italia progettato da Muzio a Milano.
L'architettura Novecento prende posizioni chiare contro l'eclettismo accademico battendosi per una semplificazione e re-interpretazione, che voleva significare modernizzazione. L'espressione linguistica è quanto mai diversificata: si va da una sorta di medievalismo a posizioni derivanti da un secessionismo viennese, da riferimenti alla romanità classica al barocco romano
A Roma l'orientamento architettonico, superato il "barocchetto" di Gustavo Giovannoni, è decisamente orientato verso un'immagine di città grandiosa e magniloquente, una città come nelle incisioni di Piranesi, ma questa tendenza si confonderà in seguito con un'architettura di regime che richiedeva una retorica romanità, convergente con il movimento razionalista. Come esponenti di questa architettura che si presenta come "rinnovamento moderato", a Roma citiamo, tra i tanti, Marcello Piacentini che ne fu il massimo esponente, e quindi Armando Brasini, Pietro Aschieri, Mario De Renzi e Innocenzo Sabbatini.

### Esempi di edifici monumentali o in stile Novecento
Torre Littoria di Torino

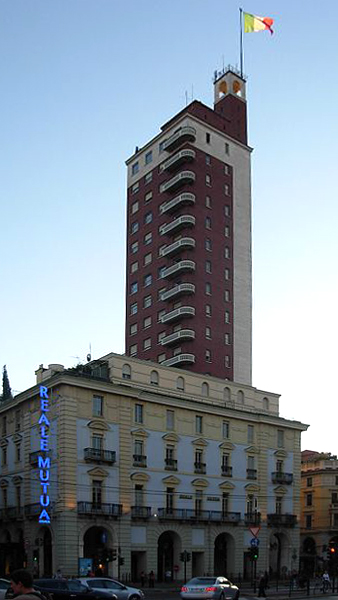
La Torre Littoria vista da piazza Castello.

La torre Littoria sorge nel centro storico di Torino, nell'isolato Sant'Emanuele, all'epoca fulcro dell'intervento di riassetto urbanistico del primo tratto della centralissima via Roma. La struttura fu realizzata con l'intento di ospitare anche la sede centrale del PNF. In realtà non lo fu mai e divenne interamente proprietà della Reale Mutua Assicurazioni, società torinese che finanziò la quasi totalità dei costi e che è ancora proprietaria dell'intero immobile.
Il progetto nacque nel 1933 dalla collaborazione congiunta dell'architetto Armando Melis de Villa e dell'ingegnere Giovanni Bernocco. La struttura rappresentava, per l'epoca in cui fu costruita, un concentrato di innovazione tecnologica e avanguardia per il largo uso di materiali innovativi (vetrocemento, klinker e linoleum) ed è anche il primo edificio italiano ad essere stato realizzato con struttura portante in carpenteria metallica tipica dei grattacieli, per questo motivo da numerosi testi di architettura è considerato il primo grattacielo italiano.
L'edificio occupa poco più dei due terzi dell'isolato e si compone di un corpo basso di 8 piani che si sviluppa lungo via Giambattista Viotti fino a via Cesare Battisti ed è sovrastato dal corpo verticale della torre. Nel lato nord affacciato su piazza Castello la torre si unisce al più antico edificio con portici che adempiono al doveroso quanto discusso compito di adeguarsi al prospetto barocco dell'antistante piazza.
In corrispondenza dell'ottavo piano vi è il punto di intersezione con la torre che, contrariamente a quanto prevedeva il progetto originale, ospita un terrazzo di pertinenza del relativo appartamento. Da qui la s'innalza il corpo della torre fino a raggiungere gli 87 metri di altezza, ma la presenza dell'antenna metallica sommitale permette all'edificio di raggiungere i 109 metri, con 19 piani nel complesso, per un eguale numero di appartamenti a uso residenziale e commerciale.
I prospetti laterali invece mantengono gli stessi elementi caratteristici della torre, evidenziando un andamento orizzontale scandito dalle modanature di intonaco chiaro alternate alle ampie finestre costrette entro le campiture a fasce in laterizio rosso. I terrazzi angolari presenti sul prospetto est della torre esibiscono un ampio uso del vetrocemento e forme tondeggianti che trovano richiamo nel prospetto retrostante, sull'angolo di via Giambattista Viotti e via Cesare Battisti. Essi, dal 2011, sono stati illuminati da fasci di luce blu che percorrono il loro perimetro esterno.
Forlì
A Forlì furono numerosi gli interventi architettonici ispirati al razionalismo. Oltre ad alcune opere nello stesso centro storico, realizzazioni in stile razionalista si possono vedere lungo il viale della Libertà, fino al piazzale della Vittoria e a Porta Ravaldino.

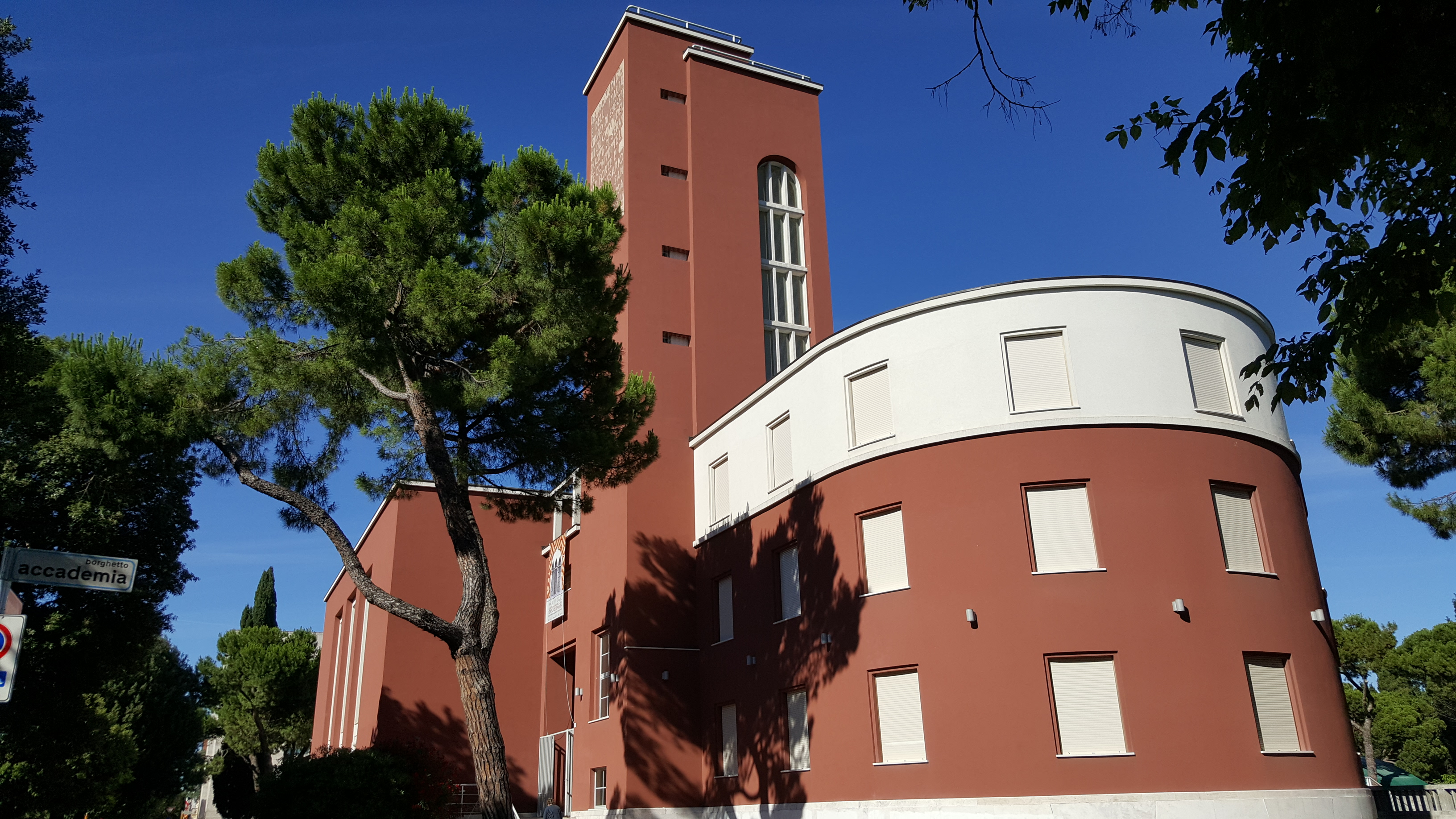
Ex casa del Balilla, poi della Gioventù italiana del littorio (GIL) a Forlì, progettata dall'architetto romano Cesare Valle[20] e costruita tra il 1933 e il 1935; Giuseppe Pagano la classificò tra le opere più importanti nell'ambito del Razionalismo italiano[21].
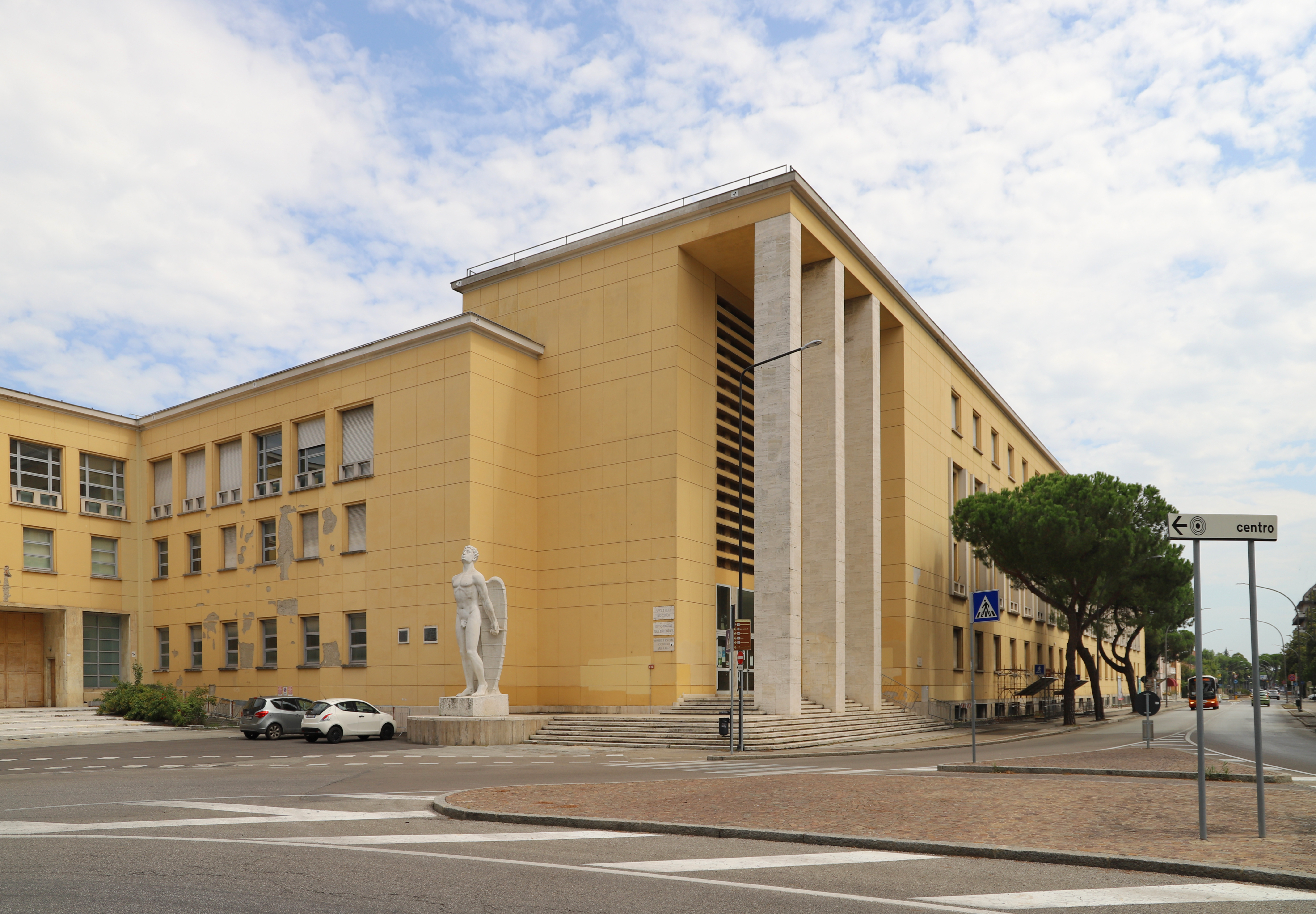
Palazzo dell'ex Collegio aeronautico a Forlì, costruito nel 1937 sempre su progetto di Cesare Valle[22].

Napoli

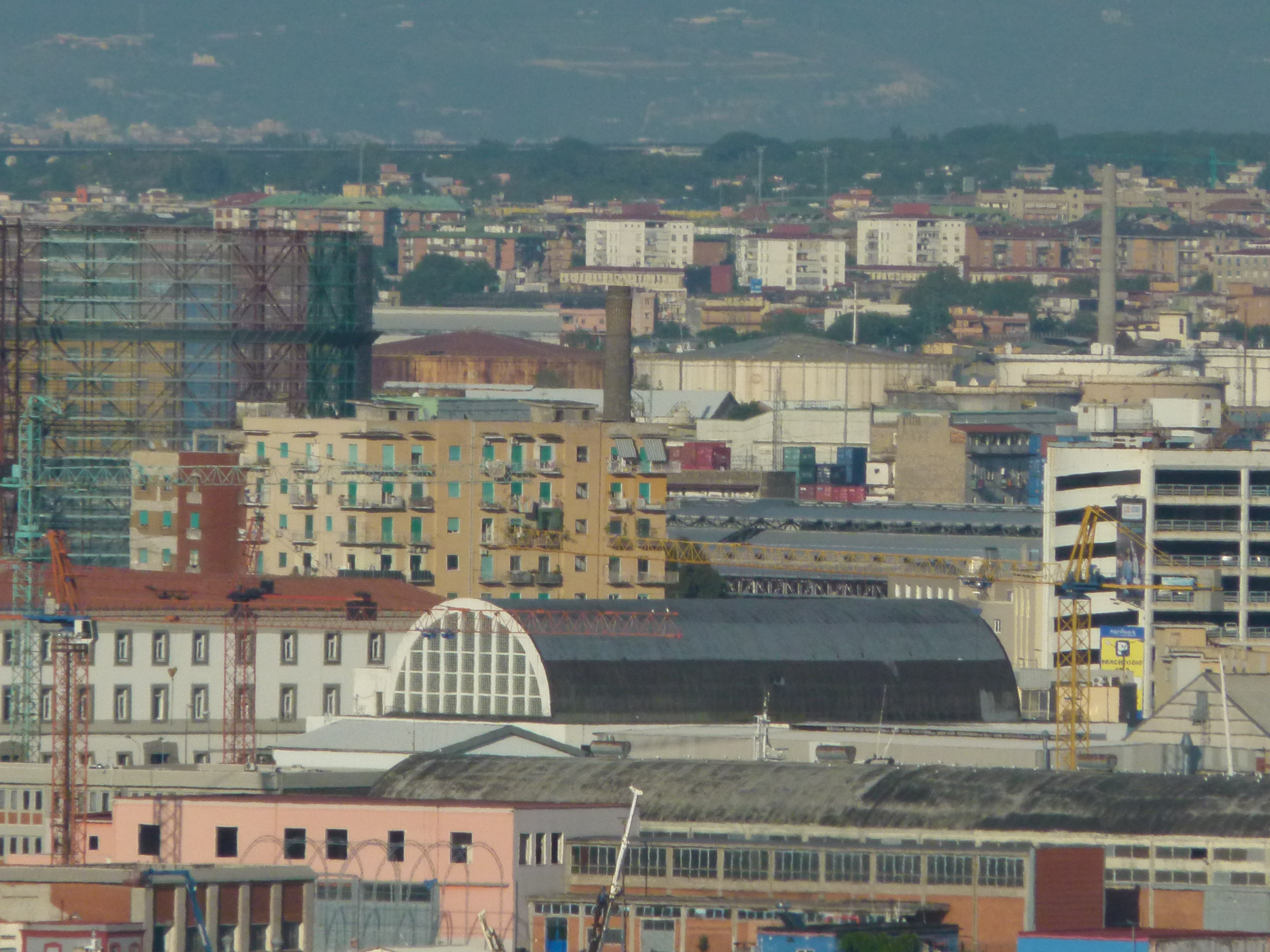
Mercato Ittico di Napoli, 1929-1935
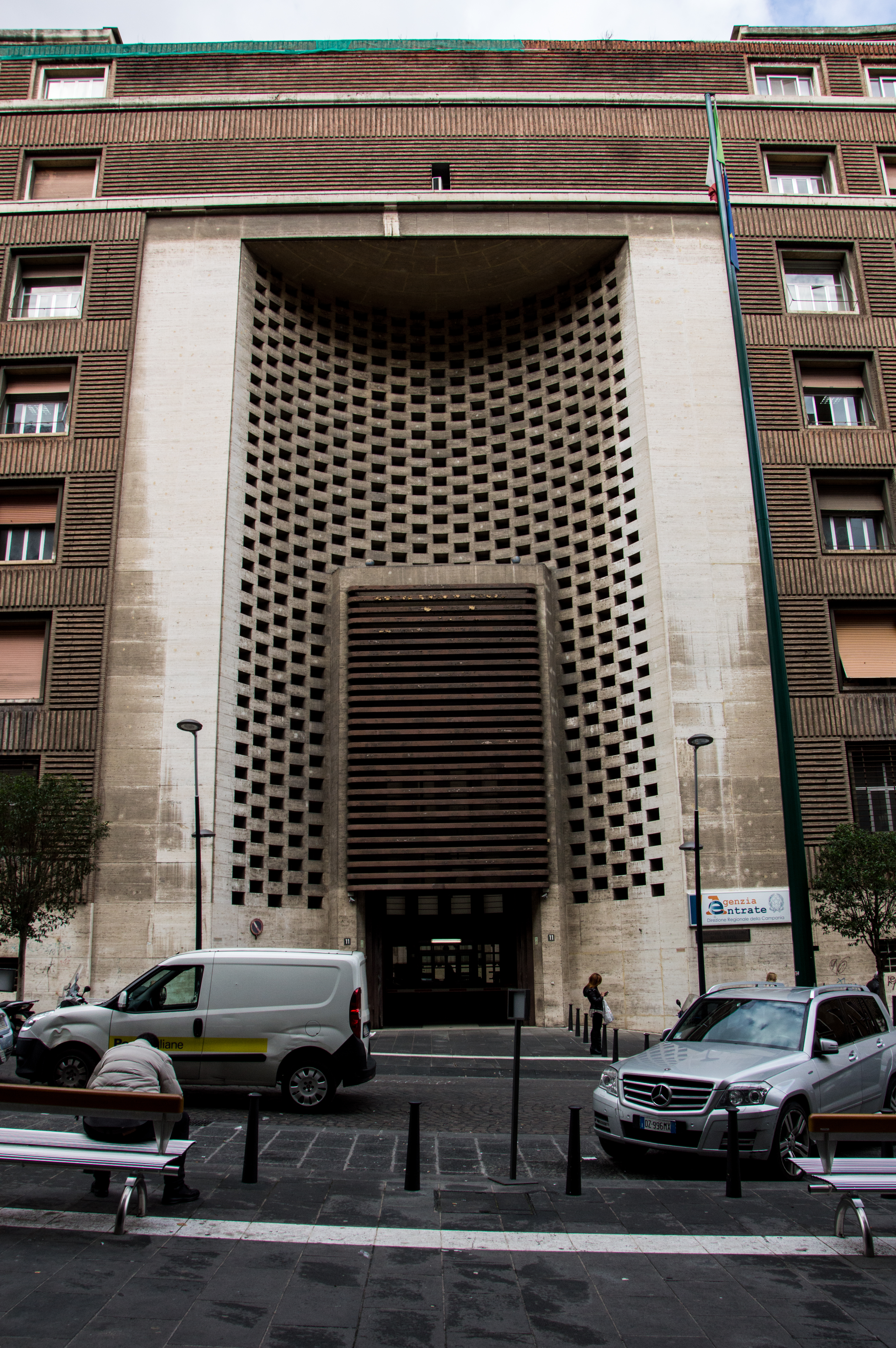
Palazzo dell'Intendenza a Napoli, 1933-1937
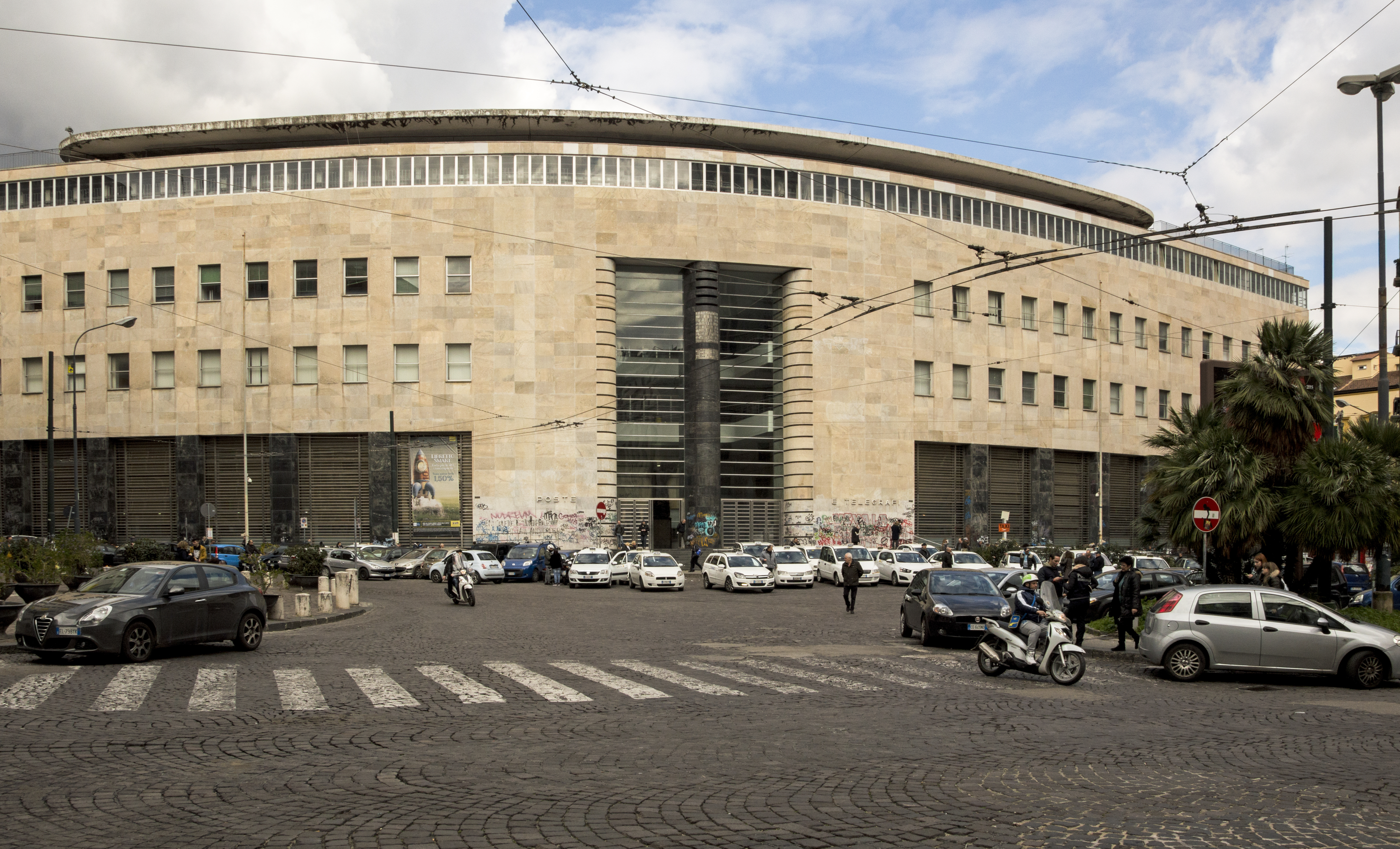
Palazzo delle Poste a Napoli, 1933-36
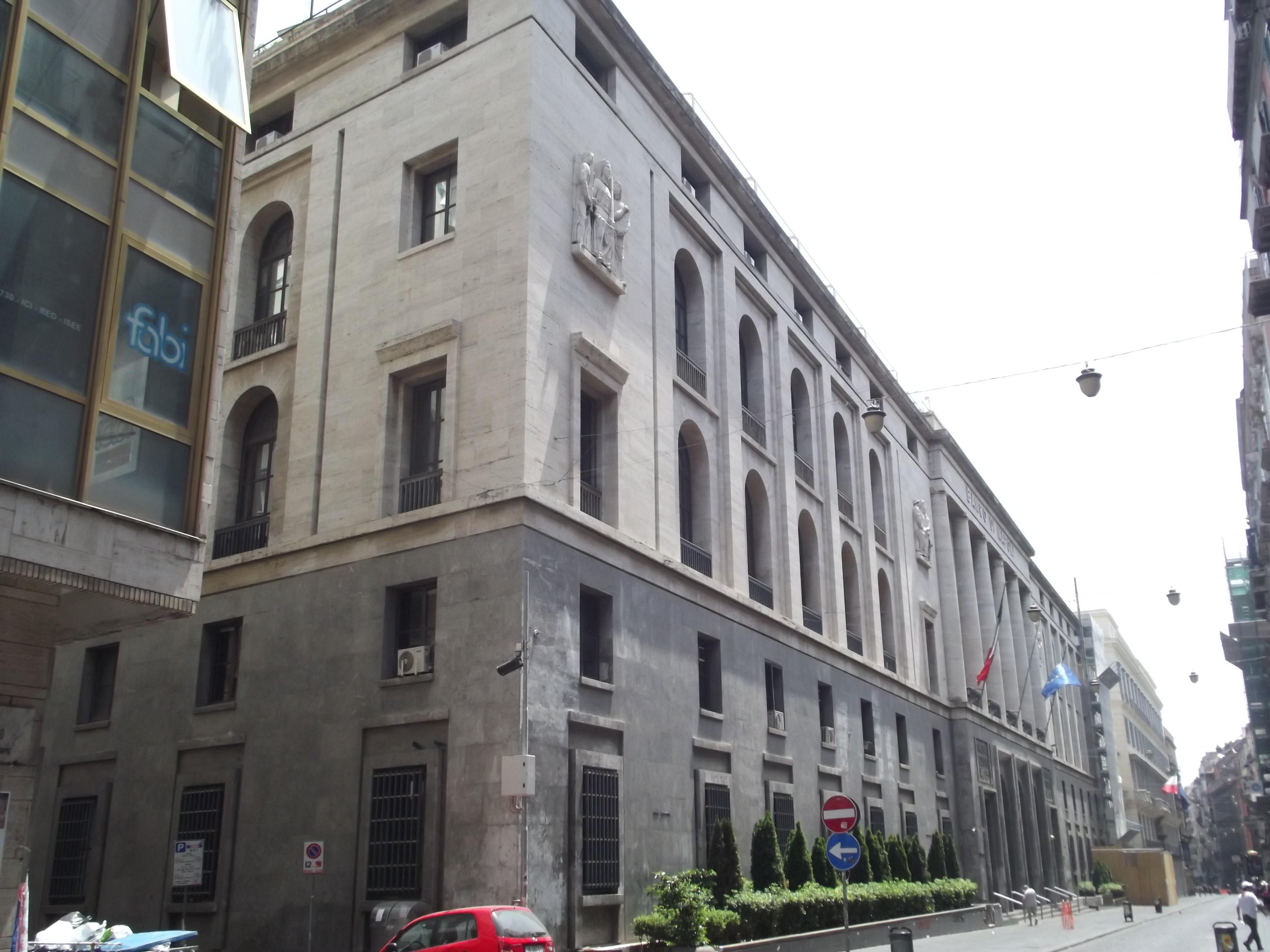
Palazzo del Banco di Napoli a Napoli
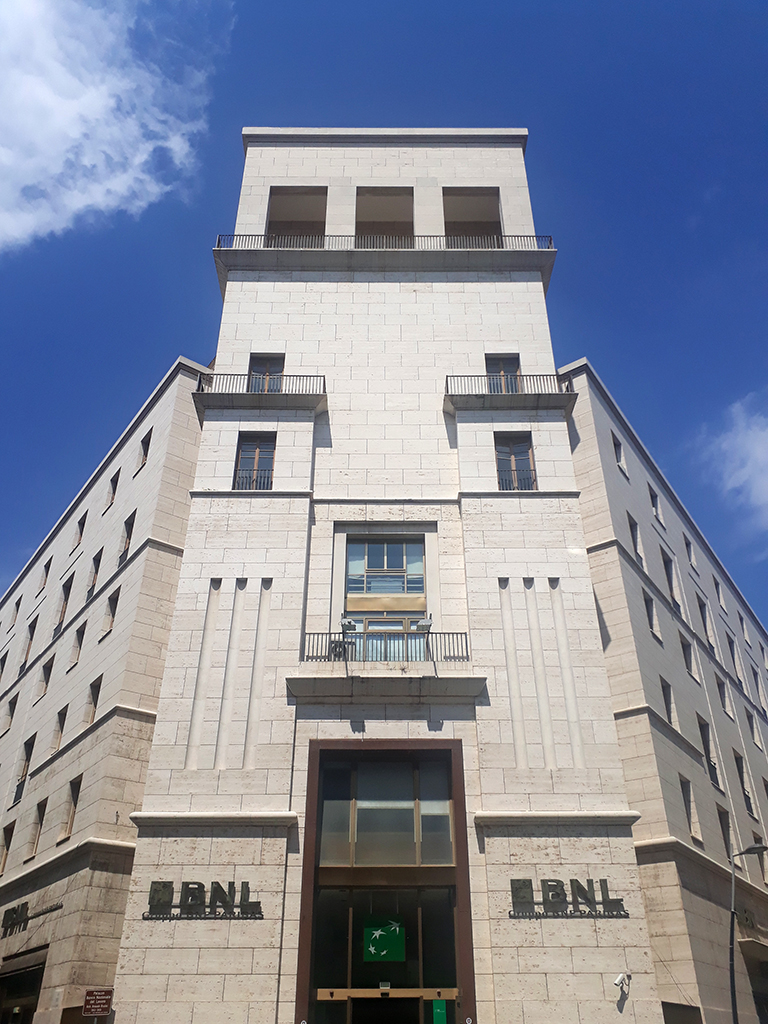
Palazzo della Banca Nazionale del Lavoro a Napoli, 1933-1938
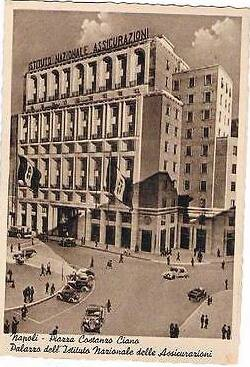
Palazzo INA a Napoli, 1938
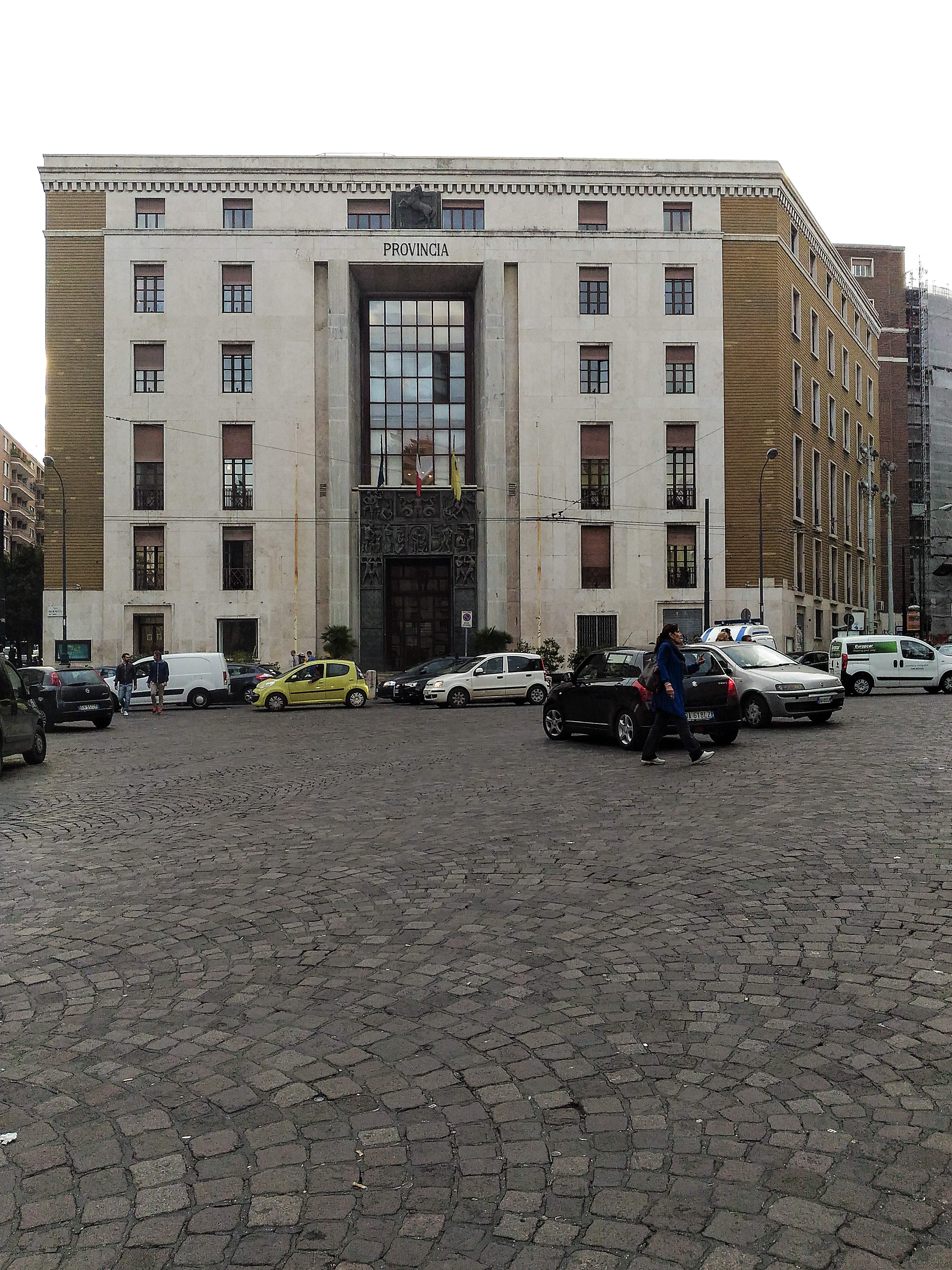
Palazzo Matteotti a Napoli, 1938
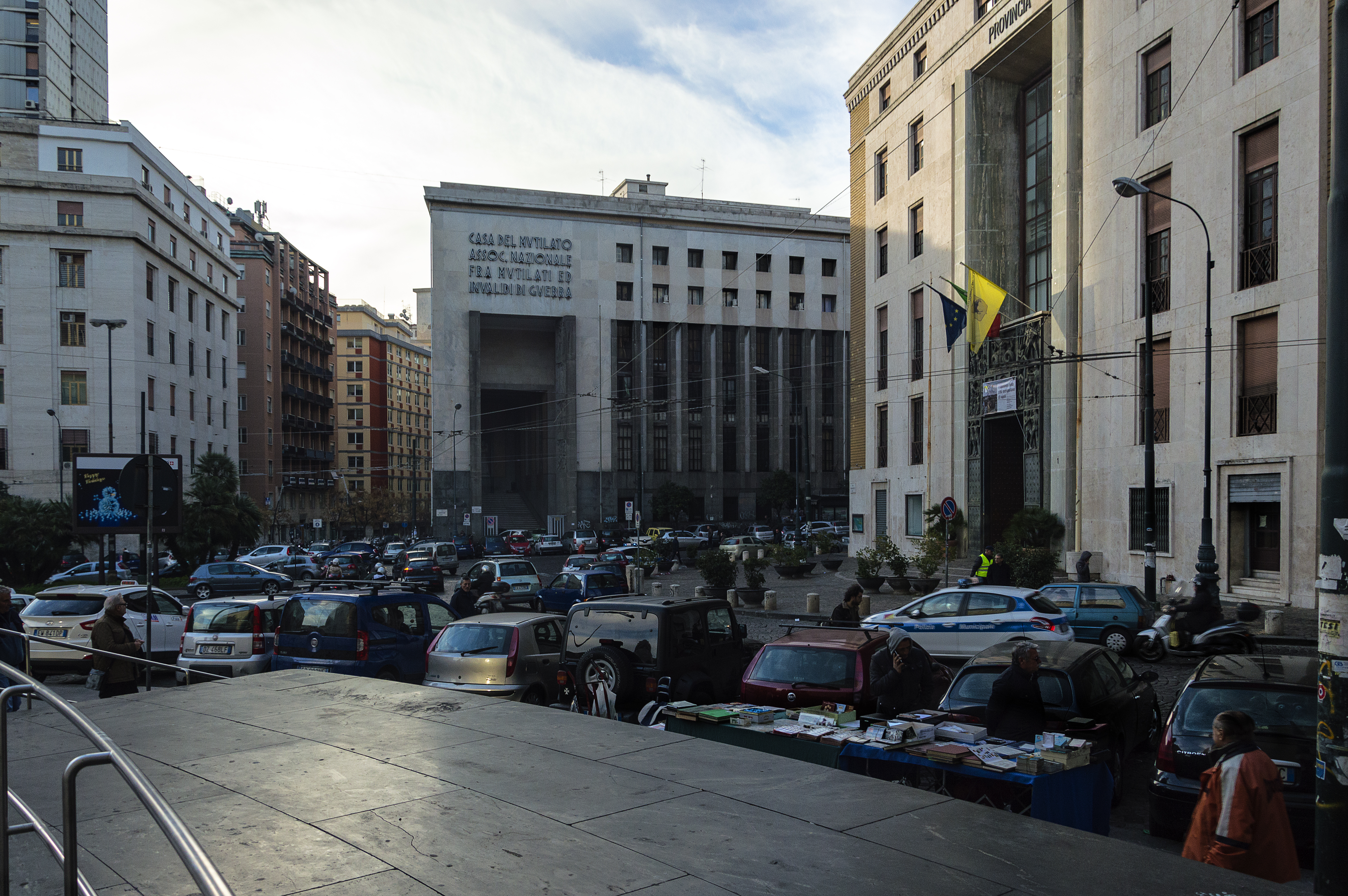
Casa del Mutilato a Napoli, 1938-1940
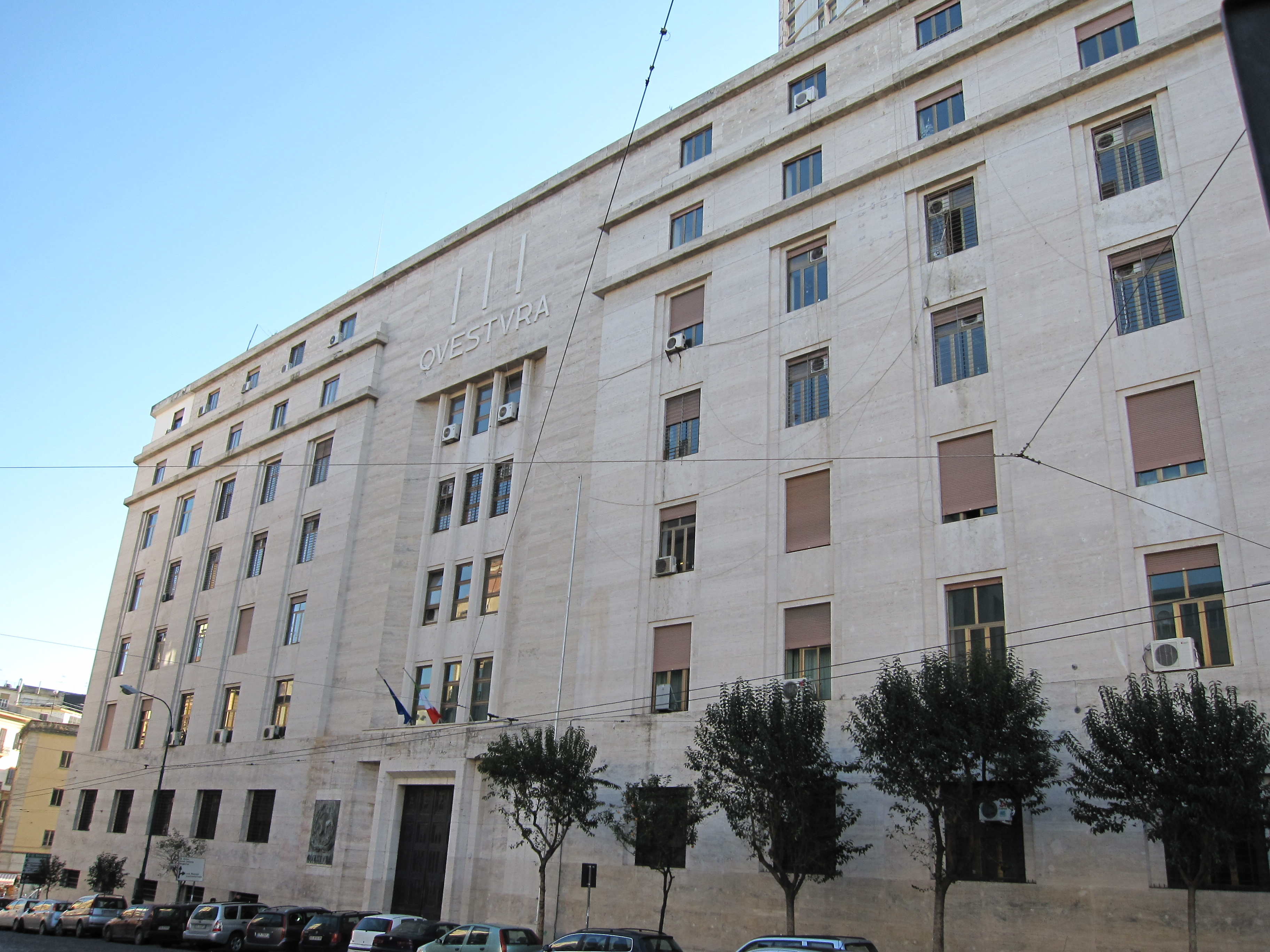
Palazzo della Questura a Napoli, 1935-1939
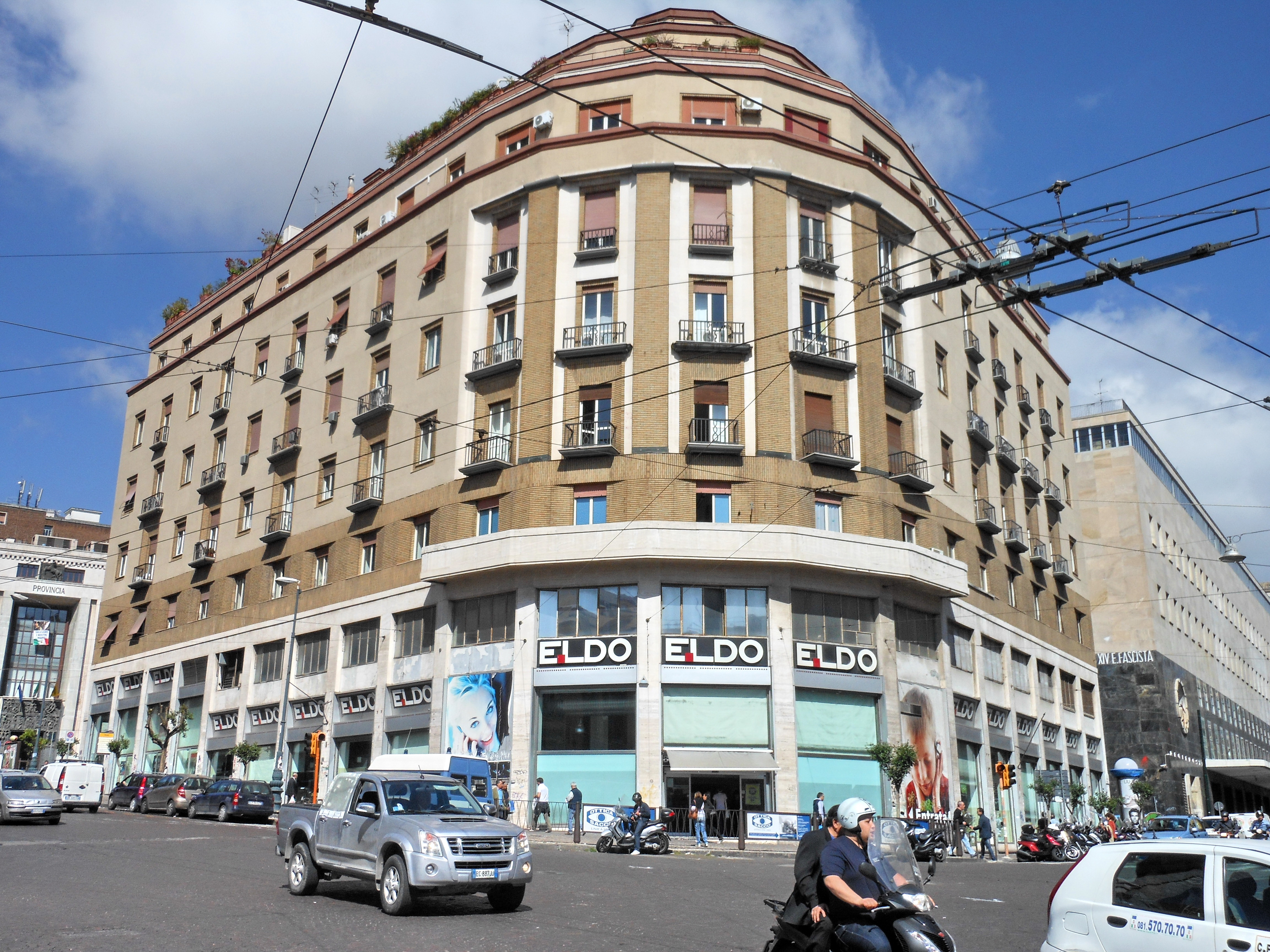
Palazzo Troise a Napoli, 1934-1936
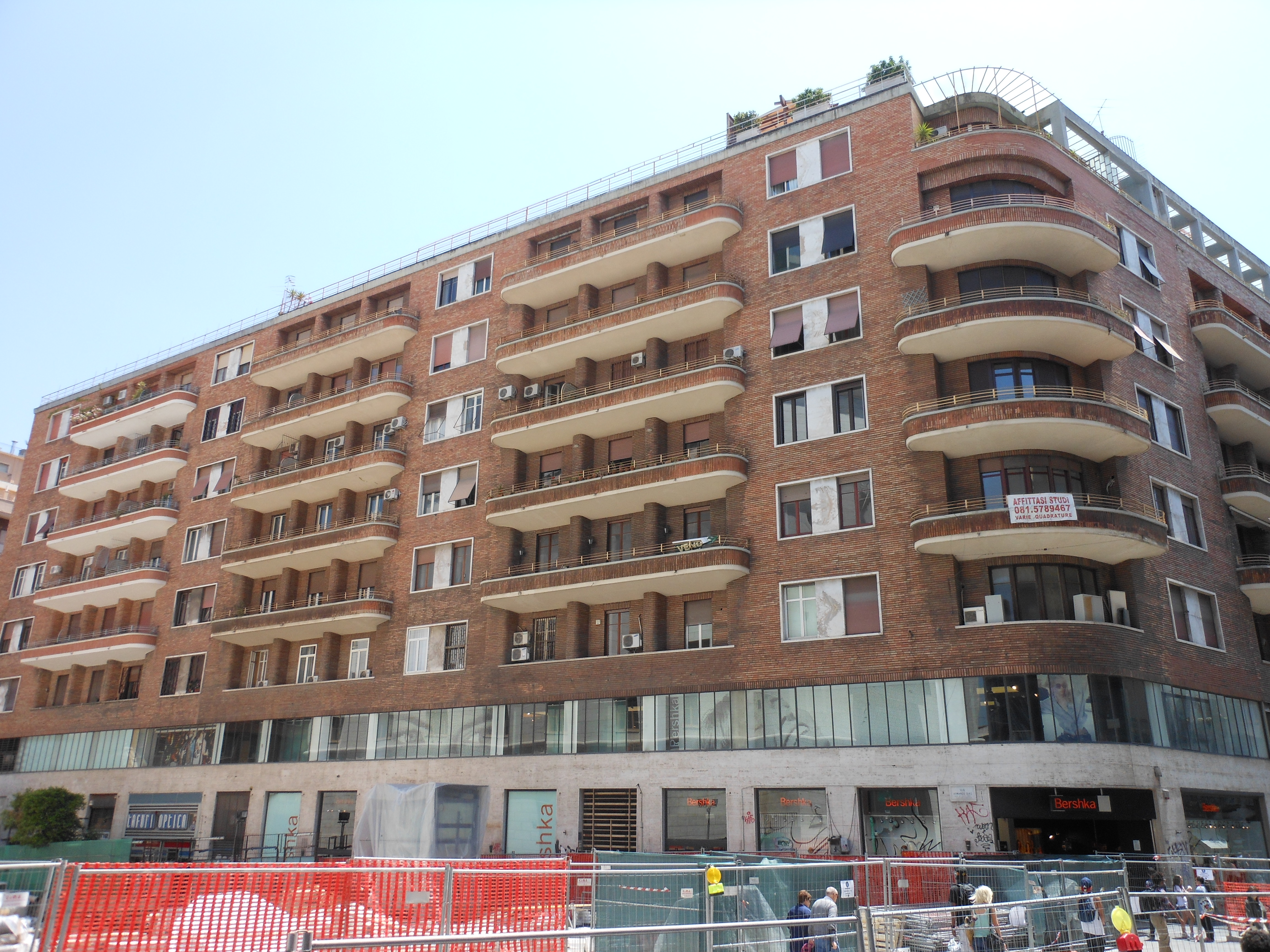
Palazzo Fernandez a Napoli, 1938-1940

Genova, La Spezia, Roma, Ferrara, Piacenza
- Piazza Rossetti e case della Foce a Genova, di Luigi Carlo Daneri (1936-40)
- Casa del Mutilato di guerra a Genova di Eugenio Fuselli (1938)[23]
- Casa del Mutilato a Piacenza di Alfredo Soressi (1939-41)

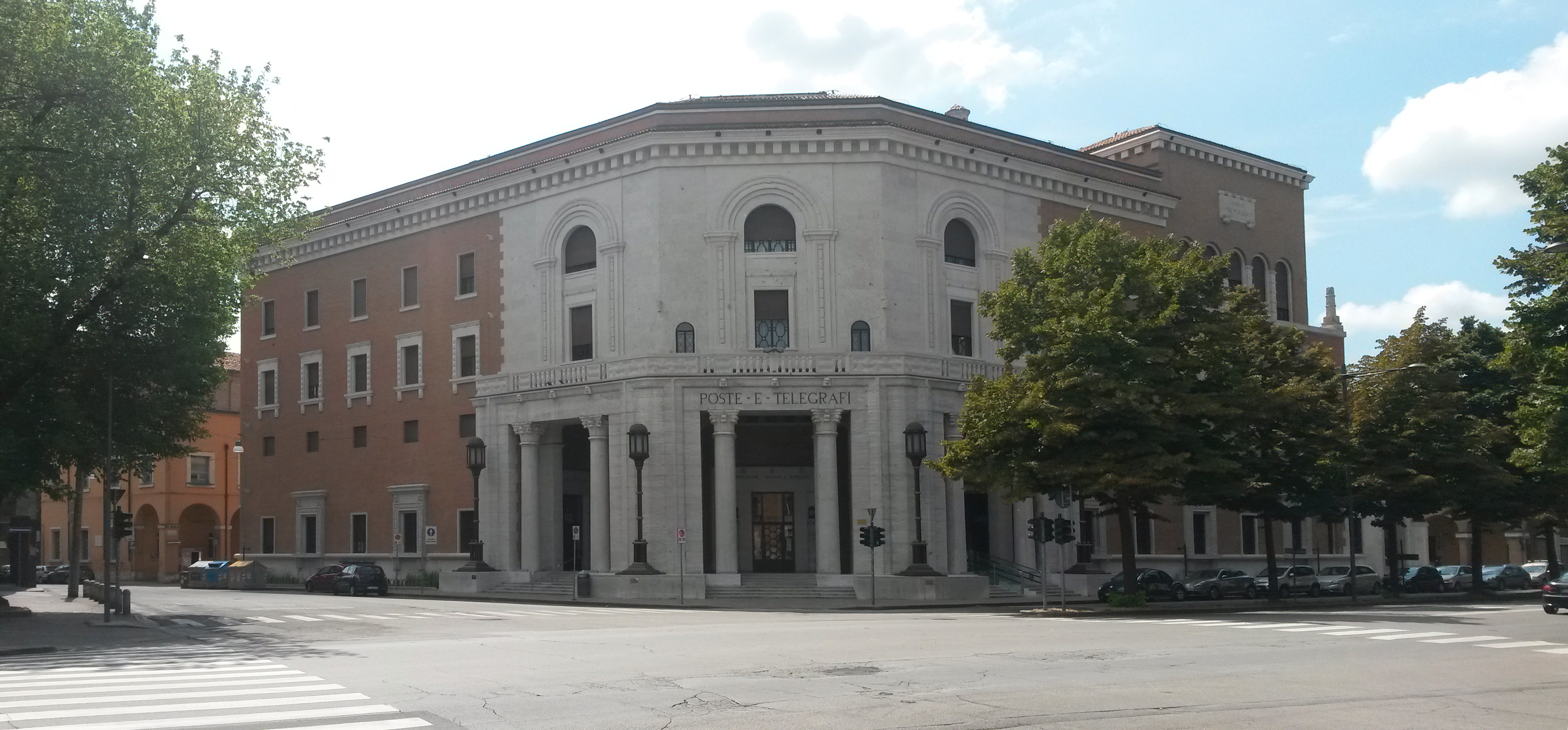
Palazzo delle Poste a Ferrara, 1930
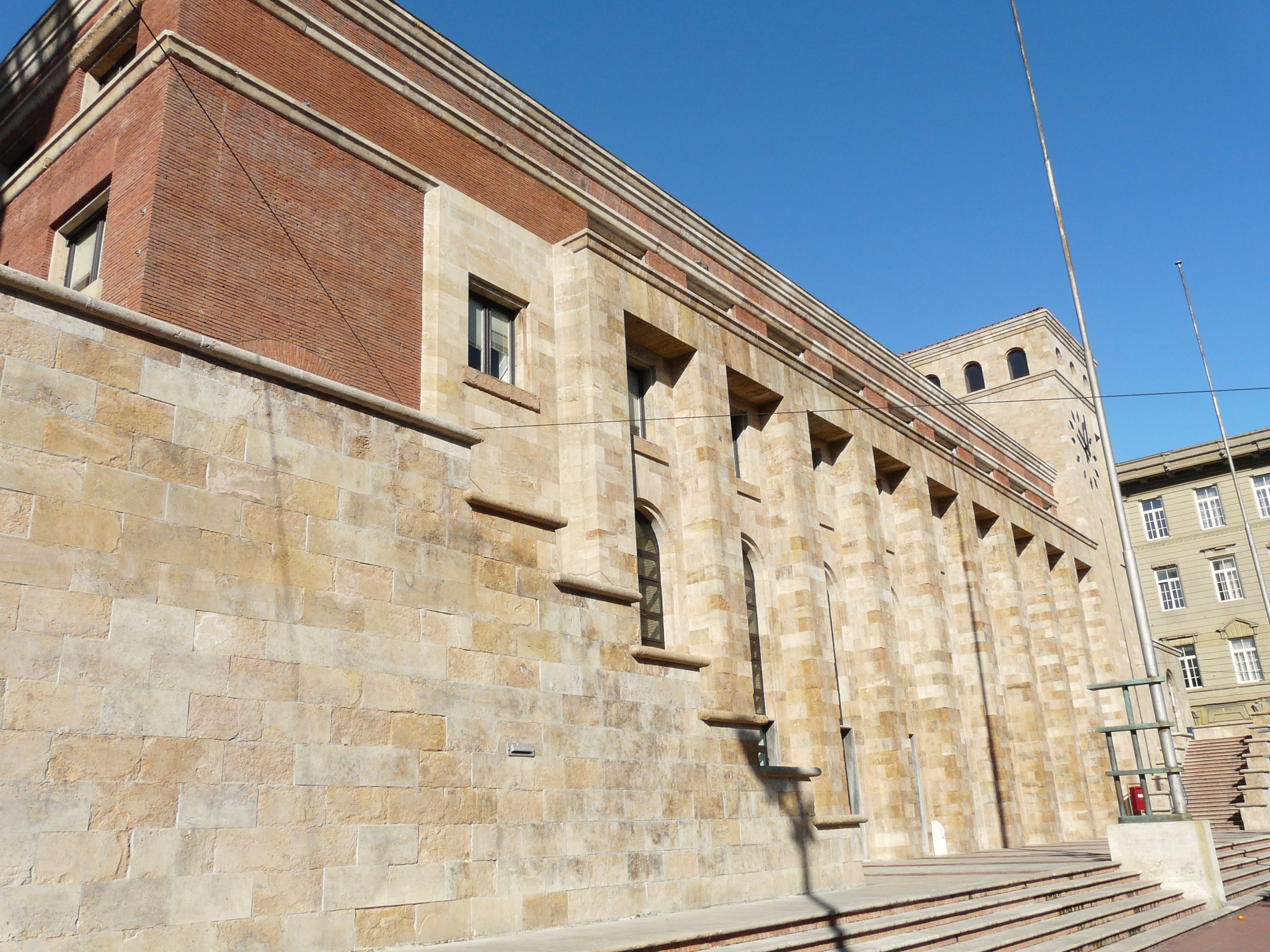
Palazzo delle Poste, La Spezia, 1933
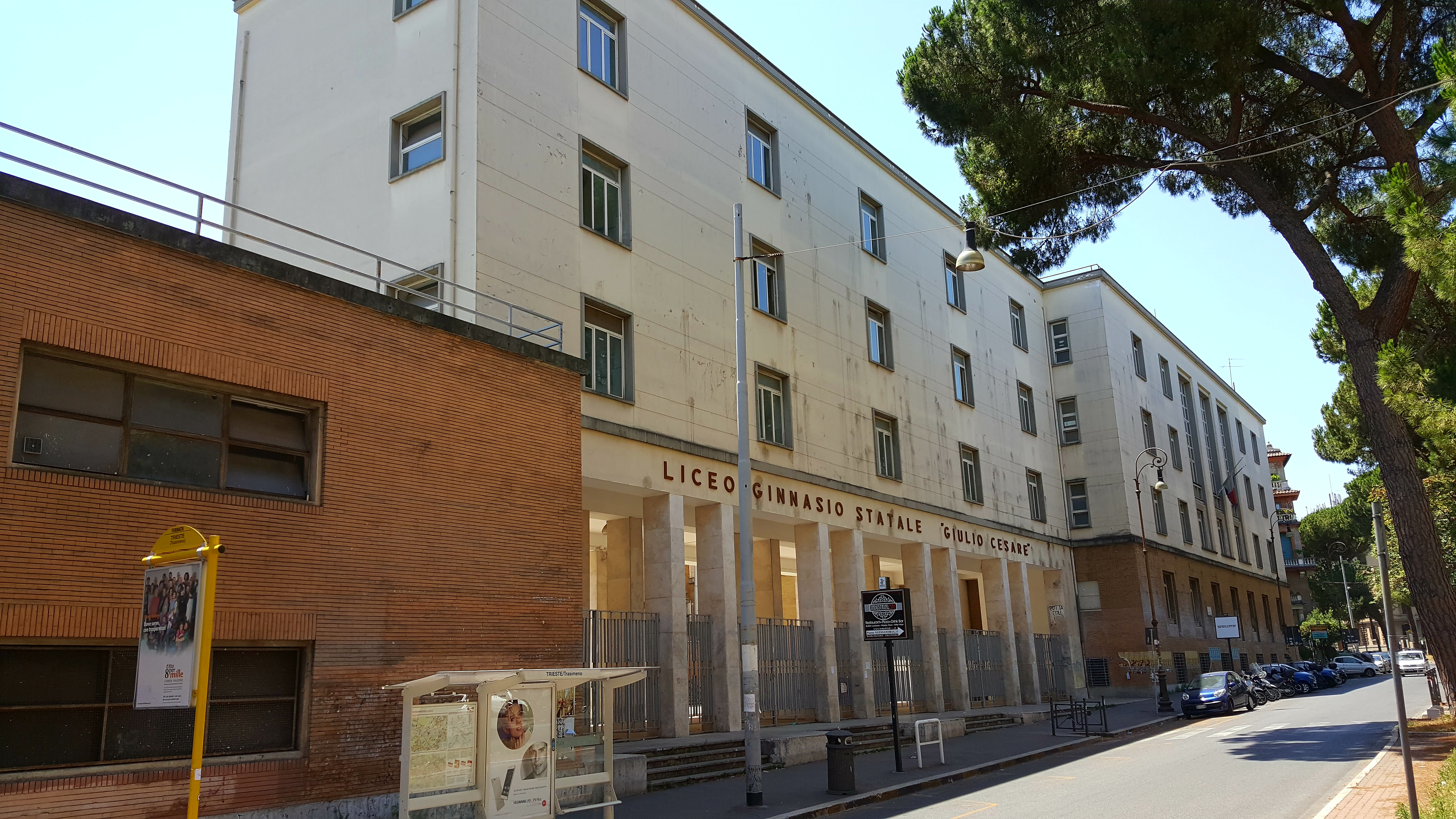
Liceo classico statale Giulio Cesare a Roma, 1936
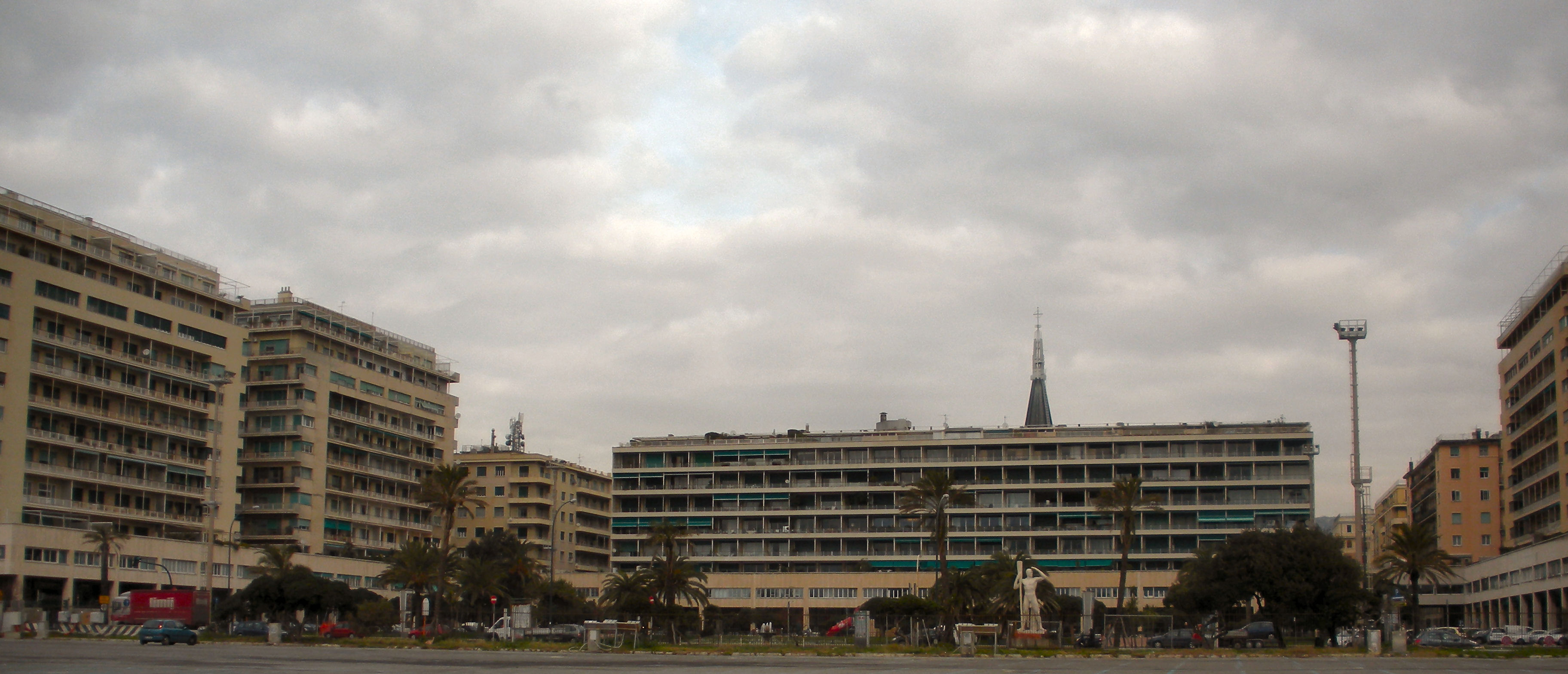
Piazza Rossetti a Foce (Genova), di Luigi Carlo Daneri (1936-40)
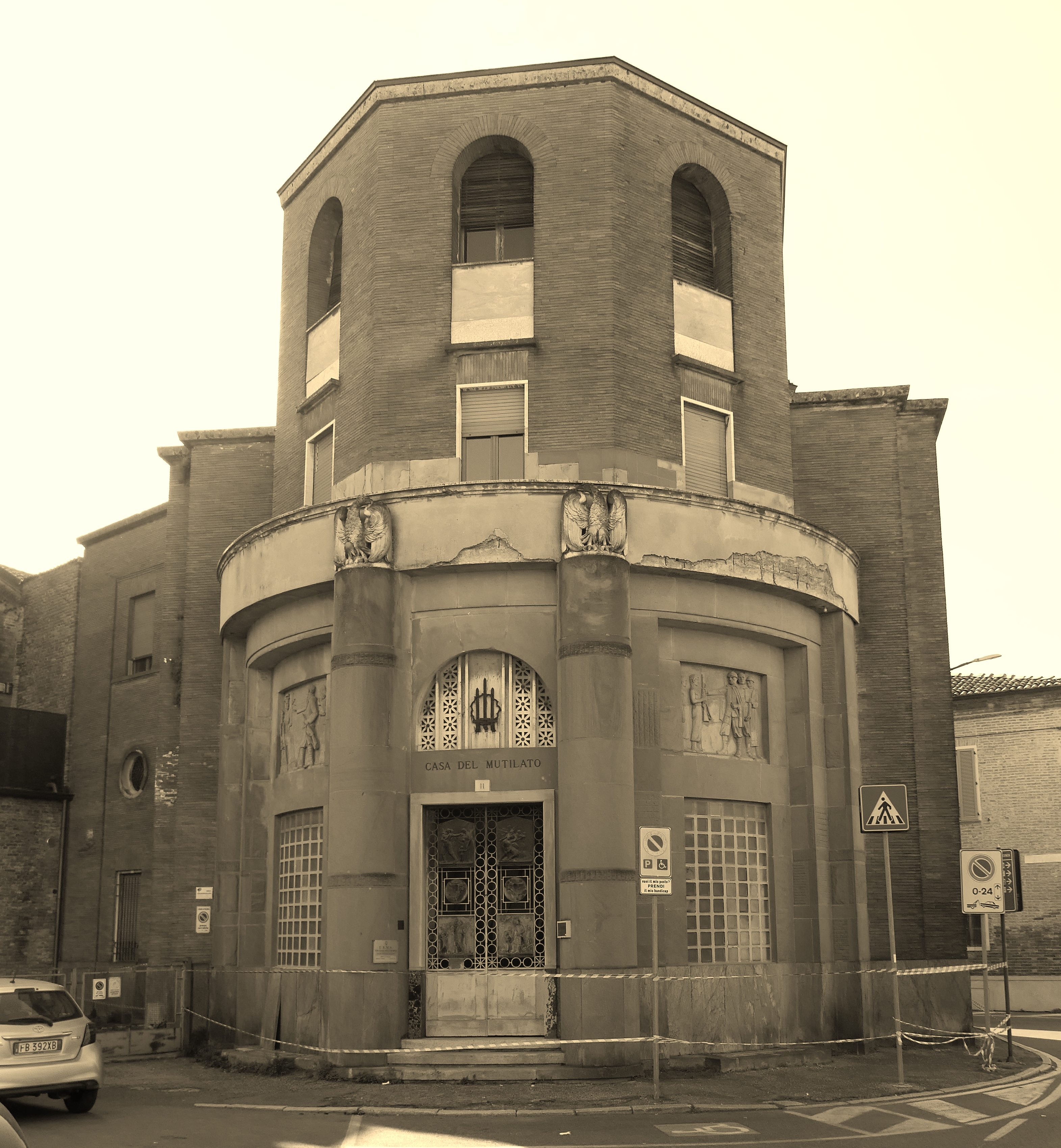
La Casa del Mutilato a Piacenza (1941)